# Campeonato Asiático de Atletismo de 2015 - Lançamento de martelo masculino
A prova do lançamento de martelo masculino do Campeonato Asiático de Atletismo de 2015 foi disputada no dia 4 de junho de 2015 no Wuhan Stadium em Wuhan, na China. 

## Recordes
Antes desta competição, os recordes mundiais e do campeonato nesta prova eram os seguintes:
|                       | Nome           | Nacionalidade   | Distância | Local     | Data                 |
| --------------------- | -------------- | --------------- | --------- | --------- | -------------------- |
| Recorde mundial       | Yuriy Sedykh   | União Soviética | 86m 74cm  | Estugarda | 30 de agosto de 1986 |
| Recorde do campeonato | Koji Murofushi | Japão           | 80m 45cm  | Colombo   | 10 de agosto de 2002 |
| Recorde asiático      | Koji Murofushi | Japão           | 84m 86cm  | Praga     | 29 de junho de 2003  |

## Medalhistas
| Ouro                  | Prata                      | Bronze         |
| Dilshod Nazarov (TJK) | Ashraf Amgad Elseify (QAT) | Wan Yong (CHN) |

## Cronograma
Todos os horários são locais (UTC+8)
| Data       | Hora  | Evento |
| ---------- | ----- | ------ |
| 4 de junho | 15:40 | Final  |

## Final
A final da prova ocorreu dia 4 de junho às 15:40. 
| Posição           | Atleta                 | Nacionalidade  | #1    | #2    | #3    | #4    | #5    | #6    | Resultados | Notas |
| ----------------- | ---------------------- | -------------- | ----- | ----- | ----- | ----- | ----- | ----- | ---------- | ----- |
| Medalha de ouro   | Dilshod Nazarov        | Tajiquistão    | 75.32 | 77.46 | 73.69 | 77.12 | 77.68 | 77.05 | 77.68      |       |
| Medalha de prata  | Ashraf Amgad Elseify   | Catar          | 69.49 | 74.34 | 74.42 | 75.15 | 76.03 | x     | 76.03      |       |
| Medalha de bronze | Wan Yong               | China          | x     | 68.83 | 70.79 | 73.40 | 73.09 | 71.64 | 73.40      |       |
| 4                 | Suhrob Khodjaev        | Uzbequistão    | 69.81 | 70.48 | 71.78 | x     | 72.63 | 71.85 | 72.63      |       |
| 5                 | Wang Shizhu            | China          | x     | 71.71 | 71.38 | 71.14 | 70.65 | x     | 71.71      |       |
| 6                 | Pezhman Ghalehnoei     | Irão           | 70.27 | x     | x     | x     | x     | 69.76 | 70.27      |       |
| 7                 | Mergen Mammedov        | Turquemenistão | 65.42 | 65.89 | x     | 63.55 | 63.97 | x     | 65.89      |       |
| 8                 | Qi Dakai               | China          | 64.22 | 63.81 | 65.49 | x     | x     | 64.92 | 65.49      |       |
| 9                 | Toru Tanaka            | Japão          | 65.05 | 65.27 | 65.27 |       |       |       | 65.27      |       |
| 10                | Shakeel Ahmed          | Paquistão      | 61.84 | x     | 60.24 |       |       |       | 61.84      |       |
| 11                | Jackie Wong Siew Cheer | Malásia        | 59.39 | x     | 59.76 |       |       |       | 59.76      |       |
| 12                | Lam Wai                | Hong Kong      | x     | x     | 55.03 |       |       |       | 55.03      |       |

Legenda
| Recorde mundial       | Recorde mundial (World record)               |                       | Recorde africano                      | Recorde africano (African) |                                           | Q | Classificado por posição (Qualified) |
| Recorde do campeonato | Recorde do campeonato (Championship record)  | Recorde da América    | Recorde da América (Americas)         | q                          | Classificado por melhor tempo (Qualified) |   |                                      |
| Melhor marca do ano   | Melhor marca do ano (World leading)          | Recorde asiático      | Recorde asiático (Asian)              | DNS                        | Não largou (Did not start)                |   |                                      |
| Recorde nacional      | Recorde nacional (National record)           | Recorde europeu       | Recorde europeu (European)            | DNF                        | Não terminou (Did not finish)             |   |                                      |
| Recorde pessoal       | Recorde pessoal do atleta (Personal best)    | Recorde da Oceania    | Recorde da Oceania (Oceania)          | DSQ / DQ                   | Desclassificado (Disqualified)            |   |                                      |
| Recorde da temporada  | Recorde da temporada do atleta (Season best) | Recorde sul-americano | Recorde sul-americano (South America) | NM                         | Sem marca (No mark)                       |   |                                      |